# 魯勒爾鎮區 (堪薩斯州傑佛遜縣)
魯勒爾鎮區（英語：Rural Township）為美國堪薩斯州傑佛遜縣轄下的鎮區。2010年美国人口普查中此鎮區人口有761人。

## 地理
魯勒爾鎮區涵蓋總面積為84.0平方（32.45平方英里），其中陸地面積為82.6平方（31.90平方英里），水域面積為1.4平方（0.55平方英里）或1.69%。海拔高度319（1,047英尺）。

## 人口統計
根據2010年美國人口普查，魯勒爾鎮區人口有761人，其中男性有384人，女性有377人，人口密度為每平方公里9.06人，住房計311戶。鎮區內的白人有724人，非裔美國人有1人，美洲原住民有20人，亞裔美國人有1人，太平洋島裔美國人有0人，其他種族有4人，混血種族則有11人。此外鎮區內有11人為西班牙裔或拉丁裔美國人。此鎮區之年齡中位數為43.2歲，而男性年齡中位數為42.6歲，女性年齡中位數為44.2歲。

## 交通

### 主要公路
- 24號美國國道
- 59號美國國道